# Francisco Javier Chavolla Ramos
Francisco Javier Chavolla Ramos (ur. 3 czerwca 1946 w Autlán de la Grana) – meksykański duchowny rzymskokatolicki, w latach 2003–2022 ordynariusz diecezji (od 2019 archidiecezji) Toluca.

## Życiorys
Święcenia kapłańskie przyjął 10 grudnia 1972 i został inkardynowany do diecezji Tijuana. Przez kilka lat pracował w duszpasterstwie parafialnym, zaś w 1978 został ojcem duchownym w diecezjalnym seminarium.
1 czerwca 1991 został mianowany biskupem Matamoros. Sakry biskupiej udzielił mu 16 lipca 1991 abp Girolamo Prigione.
27 grudnia 2003 ogłoszono jego nominację na biskupa diecezji Toluca. 28 września 2019 został ustanowiony pierwszym metropolitą nowo powstałej metropolii w Toluce. 19 marca 2022 papież przyjął jego rezygnację z pełnionego urzędu, złożoną ze względu na wiek. 